# Vanneau des Andes
Vanellus resplendens
Espèce
Statut de conservation UICN

 LC  : Préoccupation mineure
Le Vanneau des Andes (Vanellus resplendens) est une espèce d'oiseaux limicoles de la famille des Charadriidae.